# Węgorki (województwo zachodniopomorskie)
Węgorki – osada w Polsce położona w województwie zachodniopomorskim, w powiecie koszalińskim, w gminie Świeszyno, przy trasie drogi wojewódzkiej nr 167. Osada wchodzi w skład sołectwa Niedalino.
Według danych z końca grudnia 1999 r. osada miała 28 mieszkańców.
W latach 1975–1998 miejscowość administracyjnie należała do województwa koszalińskiego.